# Tianzeng
Tianzeng (kinesiska: 天增, 天增镇) är en köping i Kina. Den ligger i provinsen Heilongjiang, i den nordöstra delen av landet, omkring 110 kilometer nordost om provinshuvudstaden Harbin. Antalet invånare är 35 502. Befolkningen består av 17 401 kvinnor och 18 101 män. Barn under 15 år utgör 14,0 %, vuxna 15-64 år 78 %, och äldre över 65 år 6,0 %.
Genomsnittlig årsnederbörd är 871 millimeter. Den regnigaste månaden är juli, med i genomsnitt 215 mm nederbörd, och den torraste är januari, med 9 mm nederbörd.